# Alberto Saavedra Pérez
Diego Mario Alberto Saavedra Pérez, (La Paz, Bolivia; 1889 - La Paz, Bolivia; 1941) fue un dramaturgo y periodista boliviano, director del periódico La Reforma y colaborador en diferentes medios locales de prensa escrita. Conformó un elenco teatral en 1923, el cual estuvo encabezado por los artistas peruanos Inés Aragón y Manolo García. Ese mismo año, fundó, junto a otros dramaturgos jóvenes, la Sociedad Boliviana de Autores Teatrales, que tenía el objetivo de publicar, auspiciar festivales y presentar obras de autores nacionales. Fue una época en la que el teatro boliviano se inclinó por los temas sociales y políticos, como el indigenismo y el mestizaje, la pérdida del mar, los enfrentamientos políticos en Bolivia, etc. Igualmente, fue un periodo en el que el teatro boliviano se hizo más profesional.
Saavedra Pérez es considerado uno de los dramaturgos más prolíficos de Bolivia. Escribió unos 40 dramas, en su mayoría de temática social. Su obra histórica “Melgarejo” (1925) fue quizás la más exitosa, ya que se representó en varias capitales sudamericanas. Murió en 1941. Años después, la municipalidad decidió honrar su labor artística concediéndole su nombre al Teatro Municipal de la ciudad de La Paz.

## Obras

### Teatro
- La hipocondriaca

- Vecinos

- Sangre y gloria (1918)
- Y Santalla?... nada (1920)
- Los platos rotos (1922)
- Las cholitas de mi amigo Uría (1922)
- La gloriosa (1922)
- Por querer volar (1922)
- La sonata del ciego (1922)
- Mambrú se fue a la guerra (1922)
- Fiebre de autores (1922)
- El wolfram o las pícaras ambiciones (1925)
- La huelga de los mineros (1925)
- Melgarejo (1925)
- El lío del armamento (1939)